# Katajanokka
Katajanokka (schwed. Skatudden) ist ein Teilgebiet (finn. osa-alue) und ein Stadtteil (kaupunginosa) der finnischen Hauptstadt Helsinki mit knapp 4100 Einwohnern. Katajanokka liegt auf einer Halbinsel im Osten der Innenstadt von Helsinki. Seit dem 19. Jahrhundert ist die Halbinsel durch einen Kanal vom Festland abgetrennt und über vier Brücken zu erreichen. Bei einem sowjetischen Luftangriff auf Helsinki im Fortsetzungskrieg am 6. Februar 1944 entstanden in Katajanokka erhebliche Schäden.
Die Südseite von Katajanokka wird vom Hafen eingenommen. In den 1980ern wurde der Warenverkehr auf andere Häfen verlagert und die Hafenmagazine wurden für andere Zwecke umfunktioniert. Seitdem wird das Terminal in Katajanokka nur noch für den Passagierverkehr benutzt. Von hier legen Fähren nach Stockholm und Tallinn ab. Die finnische Eisbrecherflotte liegt im Sommer am Nordufer von Katajanokka vor Anker.
Der Rest des Stadtteils besteht im Wesentlichen aus Wohngebieten und Grünflächen. Der westliche Teil von Katajanokka wurde Anfang des 20. Jahrhunderts im Jugendstil bebaut und gilt heute als attraktive Wohnlage. Im östlichen Teil befand sich bis 1975 eine Werft. Nach deren Schließung wurde das Gelände in ein modernes Wohngebiet umgewandelt. Über die Straßenbahnlinien 4 und 5 ist Katajanokka an das öffentliche Nahverkehrsnetz Helsinkis angebunden.
Das bekannteste Wahrzeichen Katajanokkas ist die weithin sichtbare orthodoxe Uspenski-Kathedrale, die auf einem Felsen am Westrand der Halbinsel steht. Außerdem befinden sich auf Katajanokka das finnische Außenministerium (Merikasarmi) und zahlreiche Hotels. Bis 2002 existierte dort auch ein Gefängnis, dieses wurde aber restauriert und in das Marriott-Hotel Katajanokka mit „Gefängnis-Atmosphäre“ umgewandelt.

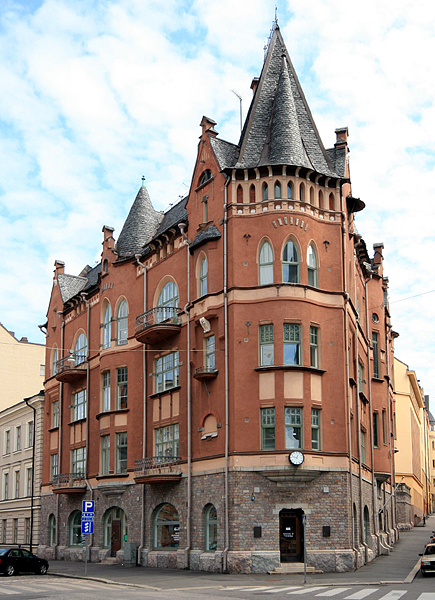
Jugendstilbau an der Straße Luotsikatu
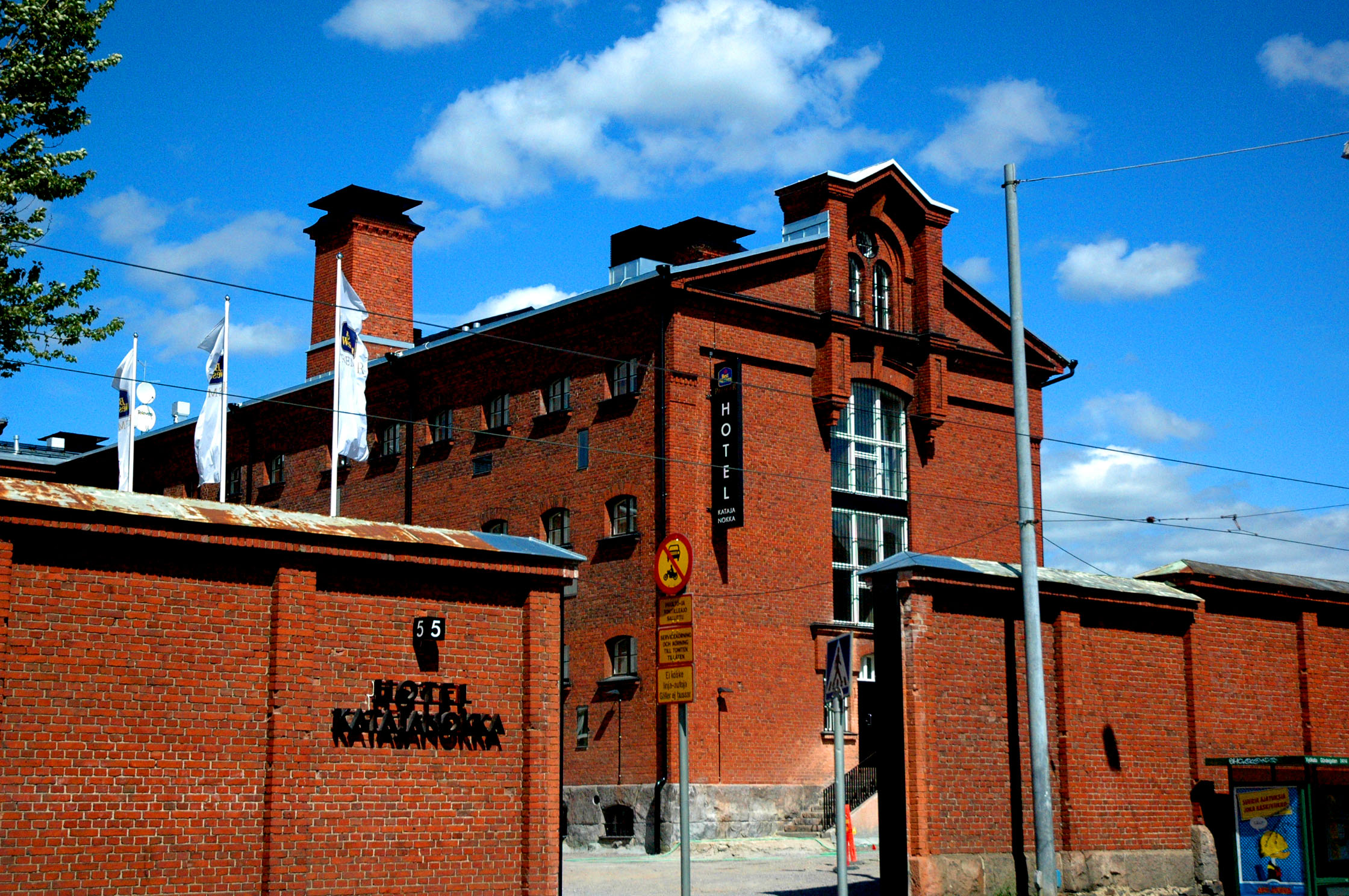
Hotel Katajanokka
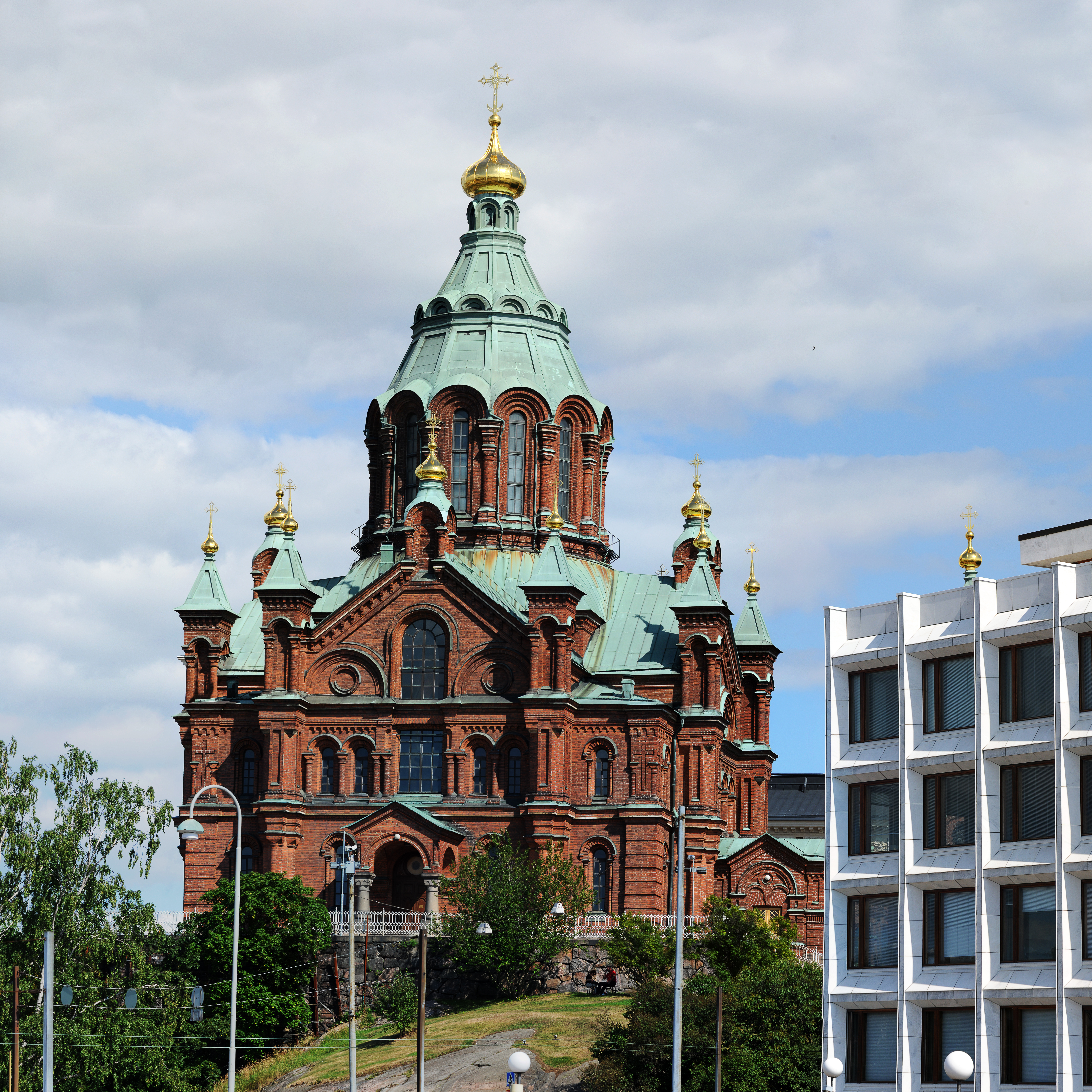
Uspenski-Kathedrale
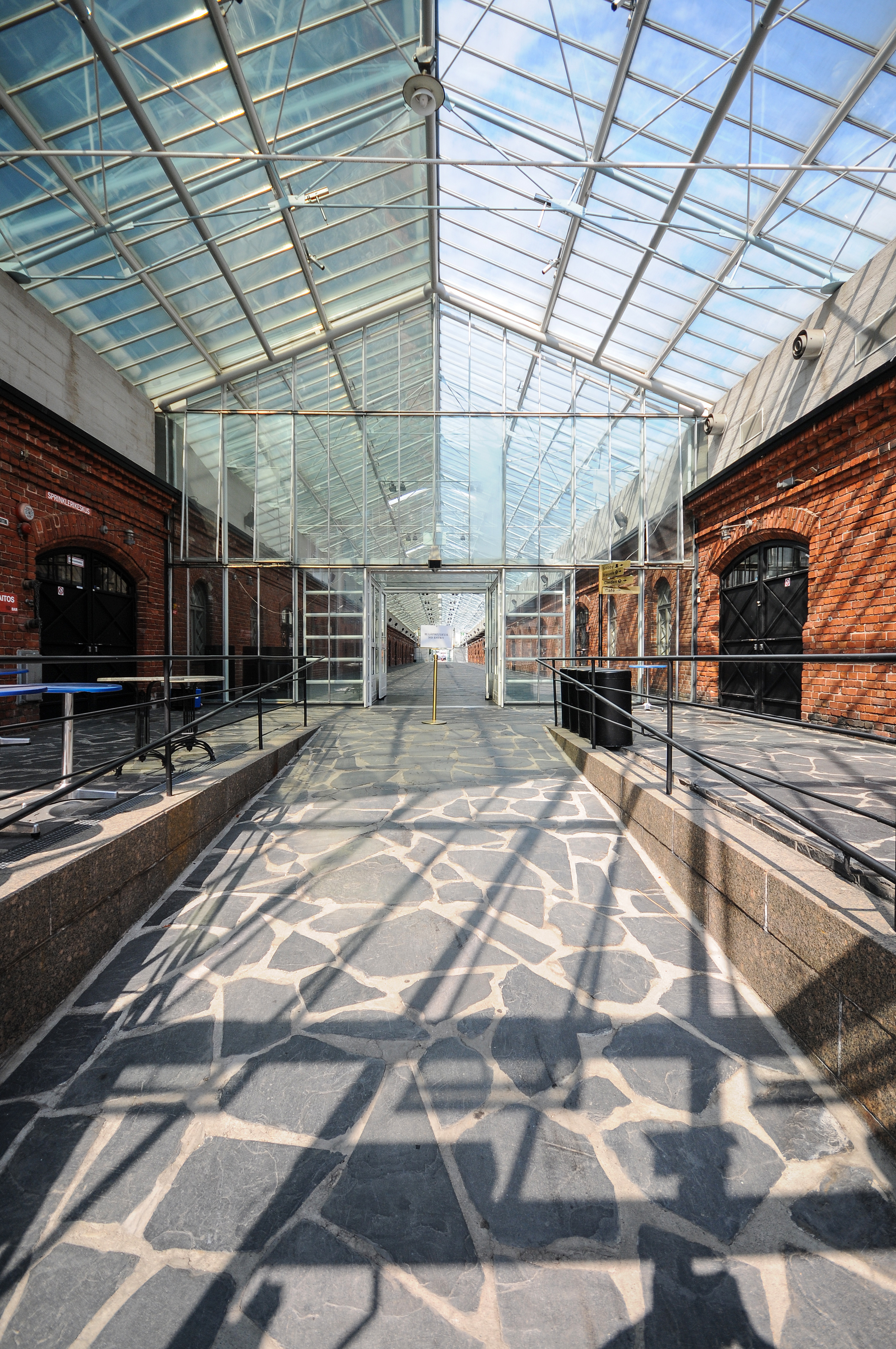
Südeingang zum Wanha Satama